# Astragalus flexus
Astragalus flexus es una especie de planta del género Astragalus, de la familia de las leguminosas, orden Fabales.

## Distribución
Astragalus flexus se distribuye por Rusia europea, Kazajistán, Uzbekistán, Turkmenistán, Tayikistán, China (Xinjiang), Irán y Pakistán.

## Taxonomía
Fue descrita científicamente por Fisch. Fue publicada en Bull. Cl. Phys.-Math. Acad. Imp. Sci. Saint-Pétersbourg 3: 307 (1844).